# Le Fils du capitaine Blood
Pour plus de détails, voir Fiche technique et Distribution.
Le Fils du capitaine Blood (Il Figlio del capitano Blood) est un film américano-hispano-italien réalisé par Tulio Demicheli, sorti en 1962.

## Synopsis
Robert Blood, fils du grand capitaine Peter Blood, est impatient de partir en mer lorsque sa mère lui donne finalement son accord. Robert embarque sur un bateau à bord duquel il rencontre une belle jeune demoiselle nommée Abigail. En mer leur navire est attaqué par le pirate Malagon et ils sont capturés. Malagon est un vieil ennemi du capitaine Blood et se réjouit de maltraiter Robert. Avec l'aide de quelques anciens compagnons de bord du capitaine Blood, qui s'étaient ralliés à Malagon, Robert prend le contrôle du vaisseau de ce dernier. Devenu le capitaine d'un équipage pirate, Robert rencontre un navire négrier et libère les esclaves qui rejoignent son équipage. Robert et ses hommes retournent à Port Royal dans leur Jamaïque natale pour y combattre les autorités britanniques corrompues. Alors que Robert et son équipage gagnent leur combat, un tremblement de terre et un raz-de-marée frappent l'île. Robert et ses hommes sauvent sa mère et d'autres pris au piège dans une église. Ils survivent tous. Dans la foulée, Robert et Abigail vont se marier et vivre heureux par la suite.

## Fiche technique
- Titre : Le Fils du capitaine Blood
- Titre original italien: Il Figlio del capitano Blood
- Titre espagnol : El hijo del capitán Blood
- Réalisation : Tulio Demicheli
- Scénario : Casey Robinson, Arturo Rígel et Mario Caiano d'après les personnages de Rafael Sabatini
- Production : Harry Joe Brown, Benito Perojo
- Musique : Gregorio García Segura
- Photographie : Antonio L. Ballesteros et Alejandro Ulloa
- Pays d'origine :   Italie /  Espagne /  États-Unis
- Format : Couleurs - 2,35:1 - Mono
- Genre : Aventure, action
- Durée : 88 minutes
- Date de sortie : 1962
- Affiche : Jean Mascii (France)

## Distribution
- Sean Flynn : Robert Blood
- Alessandra Panaro : Abigail 'Abby' McBride
- John Kitzmiller : Moses
- José Nieto : Capitan De Malagon
- Roberto Camardiel : Oliver Orguelthorpe
- Fernando Sancho : Timothy Thomas
- Ann Todd : Arabella Blood

## Autour du film
Suite du film Capitaine Blood avec le fils d'Errol Flynn dans le rôle-titre.